# Mareleptopoma minor
Mareleptopoma minor is een slakkensoort uit de familie van de Pickworthiidae. De wetenschappelijke naam van de soort is voor het eerst geldig gepubliceerd in 1898 door Almera & Bofill.